# Gesetz der multiplen Proportionen
Das Gesetz der multiplen Proportionen besagt: Wenn zwei Elemente verschiedene chemische Verbindungen bilden können, stehen die Massen des einen Elements, die sich mit einer gleichbleibenden Masse des anderen Elements verbinden, zueinander im Verhältnis kleiner ganzer Zahlen. John Dalton formulierte das Gesetz 1808, auf dem Gesetz der konstanten Proportionen aufbauend. Es stützte Daltons zu seiner Zeit sehr umstrittene Atomhypothese.
Das Gesetz wird zwar allgemein Dalton zugesprochen, er hat es aber nirgends explizit formuliert, auch nicht in seinem Werk A new system of chemical philosophy von 1808. Es ist aber natürlicher Bestandteil seiner Atomtheorie und findet sich schon in den Beispielen zu seiner Skizze seiner Atomtheorie 1803. Insbesondere gibt er die unterschiedlichen Sauerstoffanteile in Stickstoffoxiden als Beispiel an. Zuvor hatten unter anderem auch Joseph-Louis Proust, dem die erste Formulierung des Gesetzes der konstanten Proportionen zugeschrieben wird, Beispiele für das Gesetz gefunden und weitere fanden 1808 William Hyde Wollaston und Thomas Thomson.

## Beispiele

### Schwefeloxide
Lässt man unter bestimmten Bedingungen Schwefel mit Sauerstoff reagieren, braucht man für 32 Gramm Schwefel (aufgrund der Molmasse von 32 g/Mol entsprechend 1 Mol) auch 32 Gramm Sauerstoff (aufgrund der Molmasse von 16 g/Mol entsprechend 2 Mol), damit beide ohne einen verbleibenden Überschuss eines der Reaktionspartner vollständig miteinander reagieren. Um eine andere mögliche Verbindung von Schwefel und Sauerstoff herzustellen, braucht man für 32 Gramm Schwefel 48 Gramm Sauerstoff. Die Massen des Sauerstoffs, die in den beiden Fällen mit je 32 Gramm Schwefel reagieren, verhalten sich wie 32:48 oder gekürzt wie 2:3, während das stöchiometrische Verhältnis bei der zweiten Reaktion 1:3 beträgt. Bei der ersten Verbindung handelt es sich um Schwefeldioxid SO2, bei der zweiten Verbindung um Schwefeltrioxid SO3.
Diese Beobachtung ließ sich mit Daltons Atomhypothese leicht erklären, gemäß welcher chemische Elemente aus jeweils untereinander gleichen Atomen bestehen, während chemische Verbindungen die Kombination der Atome zweier oder mehrerer Elemente in bestimmten Zahlenverhältnissen sind. Offenbar enthält die zweite genannte Verbindung anderthalbmal so viele Sauerstoffatome wie die erste, so dass sich allein aus der beschriebenen Beobachtung die rechnerisch möglichen Formeln für die entstandenen Verbindungen auf
- SxO2 und SxO3 oder
- SxO4 und SxO6
- und so weiter

eingrenzen lassen.

### Wasserstoffoxide
Um in einer chemischen Reaktion Wasser herzustellen, braucht man für je 16 Gramm Sauerstoff zwei Gramm Wasserstoff. Bei der Herstellung einer anderen Substanz stellt man fest, dass für je 16 Gramm Sauerstoff ein Gramm Wasserstoff benötigt wird. Setzt man die Formel H2O für Wasser als bekannt voraus, grenzt allein diese Information die möglichen Formeln für die unbekannte Substanz auf HO oder H2O2 ein. Eine nähere Untersuchung zeigt, dass es sich um Wasserstoffperoxid mit der Formel H2O2 handelt.

### Stickoxide
In den fünf Stickoxiden N2O, NO, N2O3, NO2 und N2O5 kommen auf jeweils 28 Gramm Stickstoff (N2) die Sauerstoffmassen 16, 32, 48, 64 und 80 Gramm. Diese Sauerstoffmassen stehen im Verhältnis 16:32:48:64:80 oder gekürzt 1:2:3:4:5.